# Yesterday Was Dramatic – Today Is OK
Yesterday Was Dramatic – Today Is OK es el álbum de estudio debut del grupo musical experimental islandés Múm. Fue lanzado por TMT Entertainment en Islandia el 11 de marzo de 2000, y luego el 2 de abril de 2001 en el Reino Unido.
En 2005, Múm interpretó el álbum en vivo como parte del festival All Tomorrow's Parties - curated Don't Look Back.

## Críticas
Tim DiGravina de AllMusic escribió que Múm "demuestra ser exitoso en la creación de música electrónica ambiental y emocional" y llamó a Yesterday Was Dramatic – Today Is OK "una obra maestra accesible y no mitigada". Matt LeMay de Pitchfork lo consideró "uno de los álbumes más profundos y con mayor impacto emocional del año".

## Lista de canciones
| N.º | Título                                    | Duración |  |
| 1.  | «I'm 9 Today»                             | 4:42     |  |
| 2.  | «Smell Memory»                            | 9:23     |  |
| 3.  | «There Is a Number of Small Things»       | 6:32     |  |
| 4.  | «Random Summer»                           | 3:12     |  |
| 5.  | «Asleep on a Train»                       | 7:17     |  |
| 6.  | «Awake on a Train»                        | 9:23     |  |
| 7.  | «The Ballad of the Broken Birdie Records» | 5:25     |  |
| 8.  | «The Ballad of the Broken String»         | 4:45     |  |
| 9.  | «Sunday Night Just Keeps on Rolling»      | 8:10     |  |
| 10. | «Slow Bicycle»                            | 8:47     |  |

## Edición del aniversario 20
El 30 de agosto de 2019, Morr Music remasterizó y reeditó el álbum, con una versión de "Smell Memory" de Kronos Quartet (con batería adicional de Samuli Kosminen de múm), una reinterpretación de "Random Summer" de la pianista alemana Hauschka, y una nueva versión de "Ballad Of The Broken String" de la cantante islandesa Sóley.
| N.º | Título                                                                                             | Duración |  |
| 1.  | «The Ballað Of The Broken Birdie Records» (Ruxpin Remix II)                                        | 5:13     |  |
| 2.  | «Smell Memory» (Bix Remix)                                                                         | 5:14     |  |
| 3.  | «There Is a Number of Small Things & The Ballað Of The Broken Birdie Records» (µ-Ziq Straight Mix) | 8:01     |  |
| 4.  | «The Ballað Of The Broken Birdie Records» (Biogen Mix)                                             | 5:24     |  |
| 5.  | «Smell Memory»                                                                                     | 9:34     |  |
| 6.  | «Random Summer»                                                                                    | 3:53     |  |
| 7.  | «Ballað of the Broken String»                                                                      | 4:08     |  |

## Formación
Músicos adicionales
- Eiríkur Orri Ólafsson – trompeta en la pista 6
- Helga Björg Arnardóttir – clarinete en las pistas 3 y 6
- Stefán Már Magnússon – guitarra rítmica en la pista 6
- Hildur Guðnadóttir – cuerdas en la pista 6
- Gróa Margrét Valdimarsdóttir – cuerdas en la pista 6
- Sigríður Geirsdóttir – cuerdas en la pista 6

Producción
- Finnur Björnsson – mezcla, grabación
- Finnur Hákonarson – grabación
- Múm – mezcla, grabación

Diseño
- Arnaldur Hilmisson – arte
- Múm – arte

## Lanzamiento
| Región      | Fecha                    | Sello                | Catálogo           |
| ----------- | ------------------------ | -------------------- | ------------------ |
| Islandia    | 11 de marzo de 2000      | TMT Entertainment    | TMT02CD, TMT02LP   |
| Reino Unido | 2 de abril de 2001       | TMT Entertainment    | TMT02CD, TMT02LP   |
| Japón       | 25 de septiembre de 2001 | P-Vine Records       | PCD-23157          |
| Reino Unido | 21 de enero de 2002      | Tugboat Records      | TUGCD021, TUGLP021 |
| Europa      | 3 de octubre de 2005     | Morr Music           | MM058CD, MM0582LP  |
| Taiwán      | 2006                     | Avant Garden Records |                    |